# Липоводолинська районна рада
Липоводолинська районна рада - орган місцевого самоврядування Липоводолинського району Сумської області з центром у селищі міського типу Липова Долина.
Липоводолинській районній раді підпорядковано 1 селищна та 18 сільських рад, які об'єднують 68 населених пунктів. 

## Склад ради
До складу Липоводолинської районної ради входять 26 депутатів від 6 партій  :
- Аграрна партія України — 9 депутатів
- Народна Партія - 6 депутатів
- Всеукраїнське об'єднання «Батьківщина» - 5 депутатів
- Блок Петра Порошенка «Солідарність» - 3 депутати
- Партія "Відродження" - 2 депутати
- Політична партія "Наш край" - 2 депутати

## Керівництво ради
Голова Липоводолинської районної ради — Литвиненко Віктор Олексійович
Заступник голови Липоводолинської районної ради — Кльоп Олександр Миколайович